# JK Education
JK Education je česká skupina založená v roce 2013 Ondřejem Kaniou, která se zabývá vzděláváním. Společnost sídlí v Praze na Svatoslavově ulici.
Firma spolupracuje s americkými, kanadskými, evropskými i australskými školami, na které posílá studenty. V rámci vzdělávání se soustředí na jazyky. Od svého vzniku společnost založila střední a základní školy v České republice, na Slovensku a v Chorvatsku. 

## Historie
Společnost vznikla jako J&K Consulting 10. dubna 2013. Po svém založení se zabývala podporou studentů při studiu v zahraničí. V roce 2015 uspořádala první ročník vzdělávacího veletrhu JK Education EXPO, na kterém se prezentovalo 32 zahraničních středních škol.
Kania v roce 2016 spoluzaložil Pražské humanitní gymnázium, kde byla zavedena výuka inspirovaná finským a americkým vzdělávacím systémem. Ve stejném roce se uskutečnil druhý ročník veletrhu JK Education EXPO. Skupina rozšířila svojou působnost i o Slovensko, Maďarsko a Polsko.
V roce 2017 skupina založila první[zdroj⁠?!] americkou střední školu[ujasnit] v Česku, American Academy. Studenti škol této sítě mají volný výběr předmětů, kterým se chtějí věnovat a studium probíhá v angličtině. V roce 2017 se skupina přejmenovala na JK Education a otevřela druhou pobočku v Brně, v roce 2019 následovala pobočka v Bratislavě a roku 2021 v Záhřebu. Pražské a brněnské pobočky získaly v roce 2021 sedmiletou akreditaci od MSA (Middle States Association of Elementary and Secondary Schools).[zdroj?]
V roce 2019 zařadil Forbes Kaniu do žebříčku „30 pod 30 mladých talentů z České republiky“.
Od roku 2020 je veletrh JK Education EXPO pořádán online.
Roku 2021 se minoritním akcionářem vzdělávací skupiny JK Education s podílem 23 % stala finanční skupina J&T Finance Group. Zbylou část vlastní Ondřej Kania.